# Greatest Hits (Tupac-Shakur-Album)
Greatest Hits (englisch für: „Größte Hits“) ist ein Best-of-Album des US-amerikanischen Rappers Tupac Shakur. Es wurde am 24. November 1998, zwei Jahre nach seinem Tod, über die Labels Amaru Entertainment, Death Row Records und Interscope Records veröffentlicht.

## Inhalt
Die auf dem Album enthaltenen Lieder sind zum Großteil zuvor veröffentlichte Singles aus den fünf bis zu diesem Zeitpunkt erschienenen Studioalben 2Pacalypse Now (zwei Songs), Strictly 4 My N.I.G.G.A.Z. (zwei Tracks), Me Against the World (vier Stücke), All Eyez on Me (acht Titel) und The Don Killuminati: The 7 Day Theory (drei Lieder). How Long Will They Mourn Me? ist ein Stück vom Album Thug Life: Volume 1, das Tupac mit seiner Rapgruppe Thug Life aufnahm. Außerdem ist mit Hit ’Em Up ein Song, der sich zuvor auf der B-Seite der Single How Do U Want It? befand, enthalten. Die Tracks God Bless the Dead, Unconditional Love, Troublesome ’96 und Changes sind Neuveröffentlichungen.

## Produktion
An der Produktion des Albums waren viele verschiedene Produzenten beteiligt. Tupacs Mutter Afeni Shakur und Suge Knight, der Mitbegründer von Death Row Records, fungierten als Ausführende Produzenten. Die meisten Beats stammen von dem Musikproduzenten Johnny „J“, der sieben Lieder produzierte. Je zwei Instrumentals steuerten Daz Dillinger und The Underground Railroad zum Album bei. Dr. Dre produzierte den Track California Love. Außerdem stammen je eine Produktion unter anderem von Easy Mo Bee, DJ Quik, QDIII sowie Warren G und Nate Dogg.
Viele Lieder enthalten Samples von Songs anderer Künstler.

## Covergestaltung
Das Albumcover zeigt Tupac Shakurs Gesicht. Er sieht den Betrachter an und trägt ein schwarzes Bandana auf dem Kopf sowie ein Nostril-Piercing. Rechts unten im Bild stehen die Schriftzüge 2Pac in Weiß und Greatest Hits in Rot.

## Gastbeiträge
| Professionelle Bewertungen | Professionelle Bewertungen |
| -------------------------- | -------------------------- |
| Kritiken                   |                            |
| Quelle                     | Bewertung                  |
| Rolling Stone              | [ 4 ]                      |
| allmusic                   | [ 5 ]                      |

Auf einem Großteil der Lieder (17 von 25) sind neben Tupac andere Künstler zu hören. Die bekanntesten Gastauftritte stammen von dem Rapper Snoop Dogg auf 2 of Amerikaz Most Wanted, dem Rapper und Produzenten Dr. Dre auf California Love sowie von Tupacs Rapgruppe Outlawz, die auf den Songs Hail Mary, Me Against the World und Hit ’Em Up vertreten ist. Weitere Gäste sind unter anderem das R&B-Gesangsduo K-Ci & JoJo (How Do U Want It?, Toss It Up), der Rapper und Sänger Nate Dogg (How Long Will They Mourn Me?, All Bout U) sowie der Sänger Roger Troutman (California Love).

## Titelliste
CD 1
| #  | Titel                     | Gastbeiträge                | Produzent                | Länge | Album                                 |
| -- | ------------------------- | --------------------------- | ------------------------ | ----- | ------------------------------------- |
| 1  | Keep Ya Head Up           |                             | DJ Daryl                 | 4:24  | Strictly 4 My N.I.G.G.A.Z.            |
| 2  | 2 of Amerikaz Most Wanted | Snoop Dogg                  | Daz Dillinger            | 4:07  | All Eyez on Me                        |
| 3  | Temptations               |                             | Easy Mo Bee              | 5:02  | Me Against the World                  |
| 4  | God Bless the Dead        | Stretch                     | Stretch                  | 4:22  | zuvor unveröffentlicht                |
| 5  | Hail Mary                 | Outlawz und Prince Ital Joe | Hurt-M-Badd              | 5:12  | The Don Killuminati: The 7 Day Theory |
| 6  | Me Against the World      | Dramacydal                  | SoulShock & Karlin       | 4:39  | Me Against the World                  |
| 7  | How Do U Want It?         | K-Ci & JoJo                 | Johnny „J“               | 4:48  | All Eyez on Me                        |
| 8  | So Many Tears             |                             | D-Flizno                 | 3:58  | Me Against the World                  |
| 9  | Unconditional Love        |                             | Johnny „J“               | 3:59  | zuvor unveröffentlicht                |
| 10 | Trapped                   |                             | The Underground Railroad | 4:45  | 2Pacalypse Now                        |
| 11 | Life Goes On              | Stacey Smallie              | Johnny „J“               | 5:02  | All Eyez on Me                        |
| 12 | Hit ’Em Up                | Outlawz                     | Johnny „J“ und Tupac     | 5:12  | B-Seite auf How Do You Want It?       |

CD 2
| #  | Titel                              | Gastbeiträge                          | Produzent                                       | Länge | Album                                 |
| -- | ---------------------------------- | ------------------------------------- | ----------------------------------------------- | ----- | ------------------------------------- |
| 1  | Troublesome ’96                    |                                       | Johnny „J“                                      | 4:36  | zuvor unveröffentlicht                |
| 2  | Brenda’s Got a Baby                | Dave Hollister                        | The Underground Railroad                        | 3:54  | 2Pacalypse Now                        |
| 3  | I Ain’t Mad at Cha                 | Danny Boy                             | Daz Dillinger                                   | 4:56  | All Eyez on Me                        |
| 4  | I Get Around                       | Digital Underground                   | The D-Flow Production Squad                     | 4:19  | Strictly 4 My N.I.G.G.A.Z.            |
| 5  | Changes                            | Talent                                | Deon Evans                                      | 4:29  | zuvor unveröffentlicht                |
| 6  | California Love (Original Version) | Dr. Dre und Roger Troutman            | Dr. Dre                                         | 4:45  | All Eyez on Me                        |
| 7  | Picture Me Rollin’                 | Danny Boy, Big Syke und CPO           | Johnny „J“                                      | 5:15  | All Eyez on Me                        |
| 8  | How Long Will They Mourn Me?       | Thug Life und Nate Dogg               | Warren G und Nate Dogg                          | 3:52  | Thug Life: Volume 1                   |
| 9  | Toss It Up                         | K-Ci & JoJo, Danny Boy und Aaron Hall | Reggie Moore                                    | 4:43  | The Don Killuminati: The 7 Day Theory |
| 10 | Dear Mama                          |                                       | Tony Pizarro, DF Master Tee (Co) und Moses (Co) | 4:40  | Me Against the World                  |
| 11 | All Bout U                         | Top Dogg, Nate Dogg und Dru Down      | Johnny „J“ und Tupac                            | 4:33  | All Eyez on Me                        |
| 12 | To Live & Die in L.A.              | Val Young                             | QDIII                                           | 4:33  | The Don Killuminati: The 7 Day Theory |
| 13 | Heartz of Men                      |                                       | DJ Quik                                         | 4:41  | All Eyez on Me                        |

## Kommerzieller Erfolg

### Chartplatzierungen und Singles
Das Best-of-Album erreichte Platz 9 in den deutschen Albumcharts und konnte sich insgesamt 32 Wochen in den Top 100 platzieren, eine Woche davon in den Top 10. In den deutschen Album-Jahrescharts 1999 belegte der Tonträger Rang 41.
| ChartsChartplatzierungen       | Höchstplatzierung | Wochen |
| ------------------------------ | ----------------- | ------ |
| Deutschland (GfK)              | 9 (32 Wo.)        | 32     |
| Österreich (Ö3)                | 15 (11 Wo.)       | 11     |
| Schweiz (IFPI)                 | 13 (16 Wo.)       | 16     |
| Vereinigte Staaten (Billboard) | 3 (552 Wo.)       | 552    |
| Vereinigtes Königreich (OCC)   | 17 (50 Wo.)       | 50     |

| ChartsJahrescharts (1999)      | Platzierung |
| ------------------------------ | ----------- |
| Deutschland (GfK)              | 41          |
| Vereinigte Staaten (Billboard) | 16          |
| Vereinigtes Königreich (OCC)   | 76          |

| ChartsJahrescharts (2015)      | Platzierung |
| ------------------------------ | ----------- |
| Vereinigte Staaten (Billboard) | 148         |

| ChartsJahrescharts (2016)      | Platzierung |
| ------------------------------ | ----------- |
| Vereinigte Staaten (Billboard) | 121         |

| ChartsJahrescharts (2017)      | Platzierung |
| ------------------------------ | ----------- |
| Vereinigte Staaten (Billboard) | 78          |

| ChartsJahrescharts (2018)      | Platzierung |
| ------------------------------ | ----------- |
| Vereinigte Staaten (Billboard) | 168         |

| ChartsJahrescharts (2019)      | Platzierung |
| ------------------------------ | ----------- |
| Vereinigte Staaten (Billboard) | 89          |

| ChartsJahrescharts (2020)      | Platzierung |
| ------------------------------ | ----------- |
| Vereinigte Staaten (Billboard) | 88          |

| ChartsJahrescharts (2021)      | Platzierung |
| ------------------------------ | ----------- |
| Vereinigte Staaten (Billboard) | 81          |

| ChartsJahrescharts (2022)      | Platzierung |
| ------------------------------ | ----------- |
| Vereinigte Staaten (Billboard) | 61          |

| ChartsJahrescharts (2023)      | Platzierung |
| ------------------------------ | ----------- |
| Vereinigte Staaten (Billboard) | 64          |

| ChartsJahrescharts (2024)      | Platzierung |
| ------------------------------ | ----------- |
| Vereinigte Staaten (Billboard) | 115         |

Als Single wurde vorab das Lied Changes ausgekoppelt. Der Song erreichte in Deutschland Platz 2, hielt sich 20 Wochen in den Top 100 und wurde für mehr als 250.000 verkaufte Einheiten hierzulande mit einer Goldenen Schallplatte ausgezeichnet. Auch der Track Unconditional Love erschien als Single, konnte sich aber nicht in den Charts platzieren.

### Auszeichnungen für Musikverkäufe
Für mehr als 250.000 verkaufte Exemplare erhielt Greatest Hits in Deutschland 2002 eine Goldene Schallplatte. Besonders groß war der kommerzielle Erfolg in den Vereinigten Staaten, wo der Tonträger 2011 für über fünf Millionen verkaufte Einheiten mit einer Diamant-Schallplatte ausgezeichnet wurde. Die Diamantauszeichnung entspricht in diesem Fall fünf, statt zehn Millionen Verkäufen, da Doppelalben dort zweifach gewertet werden. Somit gehört es zu den weltweit meistverkauften Rapalben aller Zeiten.
| Land/Region                  | Auszeichnungen für Musikverkäufe (Land/Region, Auszeichnung, Verkäufe) | Verkäufe  |
| ---------------------------- | ---------------------------------------------------------------------- | --------- |
| Australien (ARIA)            | 2× Platin                                                              | 140.000   |
| Belgien (BRMA)               | Gold                                                                   | 25.000    |
| Dänemark (IFPI)              | 2× Platin                                                              | 40.000    |
| Deutschland (BVMI)           | Gold                                                                   | 250.000   |
| Frankreich (SNEP)            | Gold                                                                   | 100.000   |
| Kanada (MC)                  | Platin                                                                 | 100.000   |
| Neuseeland (RMNZ)            | Platin                                                                 | 15.000    |
| Niederlande (NVPI)           | Platin                                                                 | 100.000   |
| Polen (ZPAV)                 | Gold                                                                   | 50.000    |
| Schweiz (IFPI)               | Gold                                                                   | 25.000    |
| Vereinigte Staaten (RIAA)    | Diamant                                                                | 5.000.000 |
| Vereinigtes Königreich (BPI) | 3× Platin                                                              | 900.000   |
| Insgesamt                    | 5× Gold · 10× Platin · 1× Diamant ·                                    | 6.745.000 |

Hauptartikel: Tupac Shakur/Auszeichnungen für Musikverkäufe